# Christopher Steele
Christopher David Steele (* 24. Juni 1964 in Aden) ist ein ehemaliger britischer Geheimdienstmitarbeiter. Steele wurde im Januar 2017 der Weltöffentlichkeit als Autor eines Dossiers über den gewählten US-Präsidenten Donald Trump bekannt.

## Leben
Steele wurde in Aden, in der Südarabischen Föderation geboren, sein Vater war bei den Streitkräften des Vereinigten Königreichs. Steele wuchs in Surrey bei London auf und besuchte das Girton College der Elite-Universität Cambridge. Während seiner Zeit in Cambridge schrieb er für die Studentenzeitung „Varsity“. 1986 stand er der Cambridge Union Society, dem studentischen Debattierclub, als Präsident vor, sein Counterpart in der Oxford Union war Boris Johnson. Im gleichen Jahr machte er seinen Abschluss in Sozial- und Politikwissenschaften (social and political sciences). 
Nach dem College-Abschluss ging Steele 1990 zum britischen Geheimdienst Secret Intelligence Service (MI6) und arbeitete etwa 20 Jahre dort. 1998 wurde er als Erster Sekretär an der Botschaft in Paris geführt. 1999 war er für MI6 in Moskau stationiert, in diesem Zusammenhang wurde er zusammen mit 114 weiteren Personen in einer DSMA-Notice (Defence and Security Media Advisory Notice) genannt.
Nach dem Verlassen des MI6 gründete er zusammen mit Christopher Burrows, einem weiteren ehemaligen Geheimdienstler, im März 2009 das Business-Intelligence-Unternehmen „Orbis Business Intelligence Ltd.“ mit dem Firmensitz 9-11 Grosvenor Gardens, nur unweit des Buckingham Palace. Mitte Januar 2017 wurden die britischen Medien erneut in einer DSMA-Notice aufgefordert, den Namen Steeles nicht zu nennen. 
Steele ist verheiratet und hat vier Kinder. Nach der Veröffentlichung des Dossiers zu Donald Trump tauchte Steele unter.
Steele genießt bei seinen ehemaligen US-amerikanischen und britischen Kollegen eine sehr gute Reputation und gilt bei US-amerikanischen Behörden als glaubwürdig.

## Ermittlungen

### Vergabe der Fußball-Weltmeisterschaften 2018 und 2022
Im Jahr 2009 bewarb sich der englische Fußballverband „The Football Association“ im Rahmen der Vergabe der Fußball-Weltmeisterschaften 2018 und 2022 als Gastgeber für die Fußball-Weltmeisterschaft 2018. Im Rahmen der Vorbereitung auf die Auswahl engagierte das zuständige Komitee unter anderem „Orbis“, um Material über die anderen Mitbewerber zu sammeln. Nach Verkündung der Entscheidungen traf sich Steele auch mit Ermittlern der „Eurasian Organized Crime Unit“ des FBI, die im Bereich der Korruption in der FIFA ermittelten. Die Informationen Steeles sollen nach Mitteilung mehrerer Medien dazu beigetragen haben, Haftbefehle gegen FIFA-Funktionäre erwirken zu können, die nach Festnahme an die US-amerikanischen Justizbehörden ausgeliefert wurden.

### Trump-Dossier
Steele gab vor, Untersuchung der Kontakte zwischen Trumps Wahlkampfteam und russischen Stellen im Juni 2016 im Auftrag der in Washington, D.C. ansässigen Firma Fusion GPS begonnen zu haben. Fusion GPS wurde von Personen aus der Demokratischen Partei dafür bezahlt. Die Firma behauptete, seit Anfang 2016 – für einen Republikaner im parteiinternen Vorwahlkampf – Material gegen Trump gesammelt zu haben. Steele gab vor, für andere Auftraggeber zuvor russische Einflussnahmen auf europäische Wahlen untersucht zu haben. Im Juni 2016 verfasste Steele einen Bericht, in dem er auf jahrelange Bemühungen Präsident Putins einging, Trump zu umwerben; dieser gelangte nach der Democratic National Convention im Juli über Mittelsmänner an das FBI und Geheimdienststellen, nachdem gehackte E-Mails der Parteiorganisation der Demokraten (DNC) veröffentlicht wurden. Das FBI nahm Ende Juli 2017 Ermittlungen zu einer möglichen Kollusion zwischen Trumps Team und russischen Behörden auf. Laut Steeles Dossier habe die russische Regierung Trumps Wahlkampf unterstützt. Auch sollen russische Behörden über kompromittierende Beweise von Trumps Verhalten verfügen, um ihn erpressen zu können. Dem Trump-Dossier nach soll Igor Setschin, Chef des russischen Mineralölunternehmens Rosneft, Trump einen 19-Prozent-Anteil an dem Ölkonzern im Gegenzug für die Aufhebung der Sanktionen geboten haben. Setschin habe das Angebot Wahlkampfmanager Carter Page unterbreitet. Gegen Setschin und den Ölkonzern waren Sanktionen in Kraft, die die Vorgängerregierung von Barack Obama 2014 nach der völkerrechtswidrigen Annexion der Krim durch Russland verhängt hatte.
Eine zweiseitige Zusammenfassung des 35-seitigen Dossiers wurde einem Dokument beigefügt, mit dem der noch amtierende US-Präsident Obama und der gewählte Präsident Trump Anfang Januar 2017 zu Ermittlungen in der Russland-Affäre informiert wurden. BuzzFeed veröffentlichte das vollständige Dokument am 10. Januar. Dies sorgte weltweit für Aufsehen.
Donald Trump bezeichnete am 12. Januar 2017 Steele als „gescheiterten Agenten“ („failed spy“). Am 16. Januar 2017 forderte er, dass Großbritannien gegen Steele ermitteln soll. Der russische Außenminister Sergei Lawrow bezeichnete in einer Pressekonferenz Steele als „davongelaufenen Gauner“ („runaway crook“).
Andrew Wood, britischer Botschafter in Moskau von 1995 bis 2000, war von dem Dossier „derart beunruhigt“, dass er Senator John McCain während des Halifax International Security Forums in Kanada am 18. November 2016 darauf ansprach. Wood soll den genauen Inhalt nicht gekannt, sich aber im Gespräch für Steeles Professionalismus und Integrität verbürgt haben. Gegenüber der Zeitung The Times erklärte Wood, das Dossier „habe Informationen bestätigt, die er anderswo gehört habe, und ihnen müsste nachgegangen werden, denn wenn sie stimmen, wäre der künftige US-Präsident erpressbar“. Über seinen ehemaligen Mitarbeiter Steele sagte Wood in einem Interview mit CBS News, dass dieser ein „rechtschaffener Fachmann“ („an honest professional“) sei.
Im Jahre 2020 schrieb die New York Times, dass Steeles Angaben "unbegründet waren oder gar gänzlich widerlegt wurden". Lindsey Graham sagte als Vorsitzender des Justizausschusses des US-Senats, dass das FBI seine Kollegen im Geheimdienstausschuss des US-Senats bei der Anhörung in Bezug zu russischer Wahleinmischung im Jahre 2018 täuschte. Dabei war Steeles Dossier Anlass der Erweiterung des Überwachungsgesetzes Foreign Intelligence Surveillance Act (FISA).